# Texas Tennis Open
Texas Tennis Open - професійний  жіночий тенісний турнір, який проводився у 2011-2012 роках. Після деяких суперечливих заяв, Жіноча тенісна асоціація (WTA) додала його в останній момент у календар Туру WTA 2011. Він відбувся в Hilton Lakes Tennis & Sports Club у місті Грейпвайн (Техас). Проходив у рамках серії International у серпні на тому самому тижні (за тиждень до Відкритого чемпіонату США), що й турнір New Haven Open at Yale. 2013 року його викреслили з календаря WTA через економічні причини.

## Фінали

### Одиночний розряд
| Рік  | Чемпіонка      | Фіналістка    | Рахунок  |
| ---- | -------------- | ------------- | -------- |
| 2012 | Роберта Вінчі  | Єлена Янкович | 7–5, 6–3 |
| 2011 | Сабіне Лісіцкі | Араван Резаї  | 6–2, 6–1 |

### Парний розряд
| Рік  | Чемпіонки                      | Фіналістки                  | Рахунок  |
| ---- | ------------------------------ | --------------------------- | -------- |
| 2012 | Марина Еракович Гезер Вотсон   | Ліга Декмеєре Ірина Фалконі | 6-3, 6-0 |
| 2011 | Альберта Бріанті Сорана Кирстя | Алізе Корне Полін Пармантьє | 7–5, 6–3 |

## примітки
1. ↑  2011 Calendar: What You Need To Know. WTA Tour. Архів оригіналу за 25 листопада 2010. Процитовано 10 березня 2011. (Dated 21 листопада 2010, earlier included "Texas Open" in Grapevine but removed mention of the tournament in late November or early December 2010)
2. ↑  2011 WTA Media Guide [Архівовано 22 лютого 2011 у Wayback Machine.], page 30.
3. ↑  "Тур WTA 2011nament Calendar" [Архівовано 10 листопада 2010 у Wayback Machine.].
4. ↑  Addio al WTA di Dallas (vinto lo scorso anno da Роберта Вінчі). New Haven diventa International. livetennis.it. Архів оригіналу за 5 грудня 2017. Процитовано 22 березня 2013.